# Katvalda
Katvalda je bil izgnani markomanski plemič, ki je leta 18 n. št. odstavil markomanskega kralja Maroboda in sam zavladal v Markomanskem kraljestvu. Omenjen je v Tacitovih Analih. 
Po katastrofalnem rimskem porazu v bitki v Tevtoburškem gozdu leta 9 n. št. je general Germanik odšel na maščevalni pohod preko Rena v Germanijo, Druz pa je medtem poskušal spreti in podjarmiti plemena v obsežnem kraljestvu markomanskega kralja Maroboda. Povezal se je z mladim markomanskim plemičem  Katvaldo,  ki je živel v izgnanstvu med Gutoni. Arminijeva invazija na markomansko ozemlje leta 17 je oslabila Marobodovo moč, potem pa se je tja leta 18 z "veliko silo" vrnil Katvalda, "s podkupovanjem premagal plemiče", vdrl v Marobodovo palačo in ga odstavil. V bližnji trdnjavi je "našel dolgo nakopičen plen Svebov, tabor Marobodovih privržencev ter trgovcev iz rimskih provinc. Tja so prišli od vsepovsod, najprej s svobodno trgovino, nato z željo po  kopičenju bogastva in končno zaradi pozabe na domovino." Marobod je pobegnil v Italijo in leta 37 v Raveni umrl..
Katvaldo je kmalu premagal Hermundur Vibilij. Katvalda je moral, tako kot Marobod, poiskati zaščito v Rimskem cesarstvu. Naselil se je v Forum Julii (Fréjus) v Narbonski Galiji. Markomanom je odtlej vladal Rimu podložem Kvad Vanij. Vibilij je s pomočjo Vanijevih  nečakov Vangiona in Sidona odstavil tudi Vanija. V kraljestvu sta kot Rimu podložna kralja zavladala Vangion in Sidon.